# Mia Alvar
Mia Alvar, née en 1978 à Manille, est une écrivaine philippine américaine, basée à New York.

## Biographie
Originaire des Philippines, Mia Alvar est âgée de six ans, lorsqu’elle déménage à Bahreïn avec ses parents, rejoignant son oncle qui y vit déjà. Après quatre ans au Moyen-Orient, la famille s’installe à New York, où sa mère commence des études supérieures en éducation spécialisée à l'Université Columbia. Mia Alvar obtient son diplôme de premier cycle au Harvard College en 2000, et son Master des Beaux-Arts de la School of Arts de l'Université Columbia en 2007.  Alors qu'elle est encore étudiante à l'université, Mia Alvar retourne aux Philippines pour la première fois en dix ans et commence à enregistrer ses expériences personnelles à Manille, qui lui fourniront par la suite le matériel pour ses histoires,. 

## Carrière littéraire
En 1995, Mia Alvar publie son premier ouvrage In the Country, qui présente neuf histoires de travailleurs philippins exilés vivant au Moyen-Orient et aux États-Unis, menant une vie moralement désordonnée et imprévisible pleine de contradictions et faiblesses. Ces personnages font partie de la diaspora philippine, soit des travailleurs et travailleuses dispersés dans le monde pour des raisons économiques et qui exercent le plus souvent des emplois de domestiques, infirmières ou d'employés de maison,. L'autrice propose une série de «portraits habiles d'errants transnationaux», avec comme thème majeur  les conflits culturels des immigrants,.
Mia Alvar remporte de nombreux prix pour In the Country, dont le PEN / Robert W. Bingham Prize for Debut Fiction,,.  En 2016, elle est lauréate du Prix Janet Heidinger Kafka, et devient la seconde autrice récompensée par ce prix pour un recueil de nouvelles,. 

## Distinctions
- 2015 : PEN/Robert W. Bingham Prize for Debut Fiction 2016 pour In the Country[13]

- 2016 : Prix Janet Heidinger Kafka pour In the Country